# Obi Powell Obinna
Obi Powell Obinna (オビ・パウエル・オビンナ Obi Paueru Obinna, sinh ngày 18 tháng 12 năm 1997) là một cầu thủ bóng đá chuyên nghiệp người Nhật Bản gốc Nigeria hiện đang chơi cho câu lạc bộ Yokohama F. Marinos ở vị trí thủ môn.

## Sự nghiệp câu lạc bộ
Obi bắt đầu sự nghiệp của mình tại Ryutsu Keizai University và chuyển sang thi đấu chuyên nghiệp tại câu lạc bộ Yokohama F. Marinos, cùng đội bóng này ăn mừng chức vô địch tại J1 League 2019.

## Danh hiệu
Yokohama F. Marinos
- J1 League: 2019